# 7729 Ґолованов
7729 Ґолова́нов (7729 Golovanov) — астероїд головного поясу, відкритий 24 серпня 1977 року.
Тіссеранів параметр щодо Юпітера — 3,592.